# Арчболд (Охајо)
Арчболд (енгл. Archbold) град је у америчкој савезној држави Охајо.

## Демографија
По попису из 2010. године број становника је 4.346, што је 56 (1,3%) становника више него 2000. године.
| Група             | 2000.         | 2010.         |
| Белци             | 3.687 (85,9%) | 3.521 (81,0%) |
| Афроамериканци    | 20 (0,5%)     | 22 (0,5%)     |
| Азијати           | 22 (0,5%)     | 38 (0,9%)     |
| Хиспаноамериканци | 533 (12,4%)   | 728 (16,8%)   |
| Укупно            | 4.290         | 4.346         |